# A League of Their Own
A League of Their Own (Ellas dan el golpe en España, Un equipo muy especial o Mi Propia Liga en Hispanoamérica) es una película estadounidense de 1992 dirigida por Penny Marshall.

## Argumento
En 1943 mientras los hombres estaban en la guerra, el béisbol estuvo a punto de desaparecer. Pero un grupo de mujeres estaba dispuesto a dar el golpe. Dottie Hinson (Geena Davis) y  Kit Keller (Lori Petty) formarán parte de un equipo femenino y deberán demostrar que son capaces de competir y de luchar como hombres. Pero, sobre todo, deberán enfrentarse a su sarcástico, cínico y siempre ebrio entrenador Jimmy Dugan (Tom Hanks).

## Reparto
| Actor            | Personaje                    | Descripción                        |
| ---------------- | ---------------------------- | ---------------------------------- |
| Tom Hanks        | Jimmy Dugan                  | Entrenador                         |
| Geena Davis      | Dottie Hinson                |                                    |
| Madonna          | Mae Mordabito                | Jardín central.                    |
| Lori Petty       | Kit Keller                   |                                    |
| Jon Lovitz       | Ernie Capadino               |                                    |
| David Strathairn | Ira Lowenstein               |                                    |
| Garry Marshall   | Walter Harvey                |                                    |
| Bill Pullman     | Bob Hinson                   |                                    |
| Megan Cavanagh   | Marla Hooch                  | 2ª base.                           |
| Rosie O'Donnell  | Doris Murphy                 | 3ª base.                           |
| Tracy Reiner     | Betty "Betty Spaghetti" Horn | Jardín izquierdo.                  |
| Bitty Schram     | Evelyn Gardner               | Jardín derecho.                    |
| Don S. Davis     | Charlie Collins              | Entrenador de Racine.              |
| Renée Coleman    | Alice Gaspers                | Jardín izquierdo / jardín central. |
| Ann Cusack       | Shirley Baker                | Jardín izquierdo.                  |

## Producción y recepción

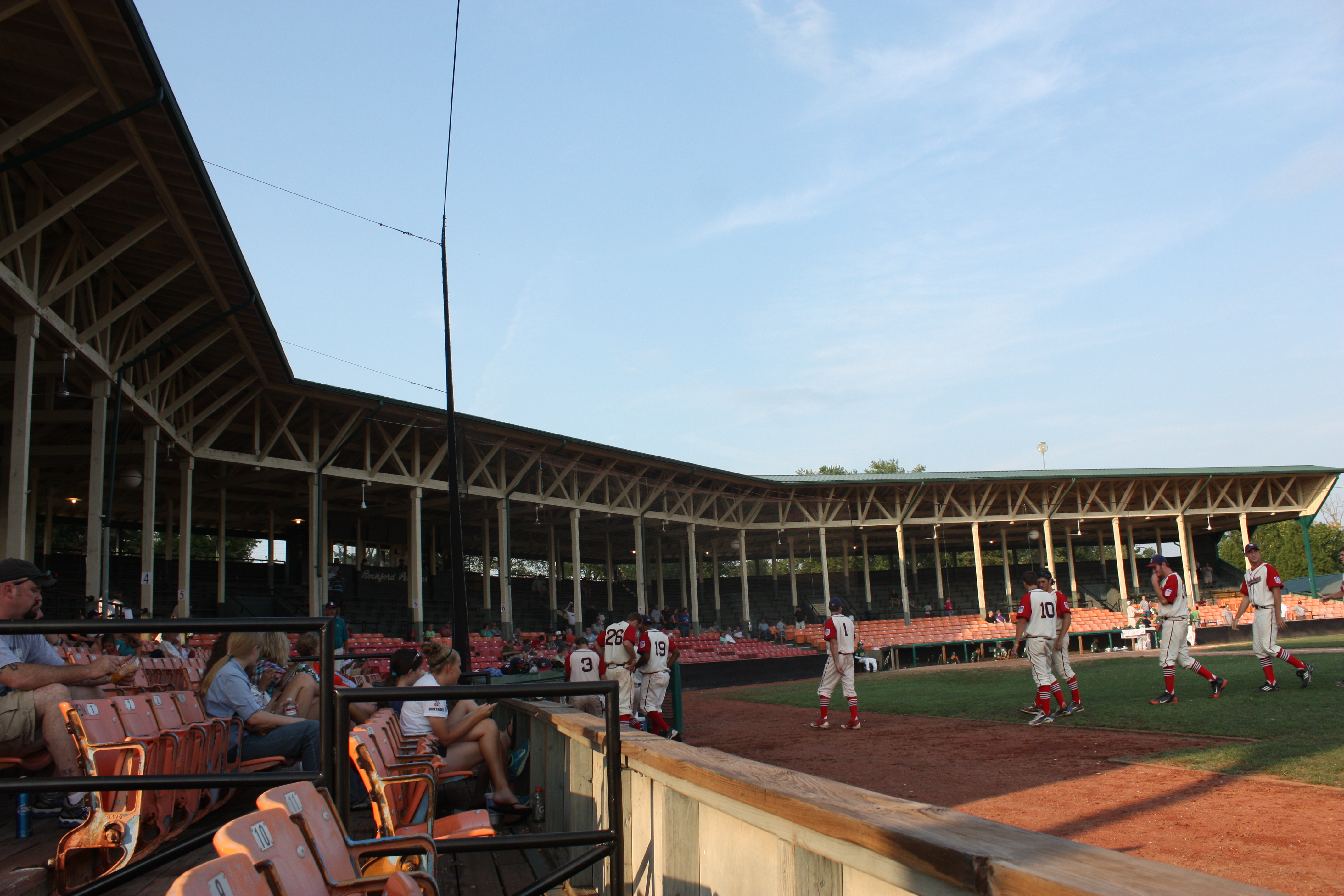
Estadio de Huntingburg, donde se rodó la película

Gran parte de la película se rodó en Huntingburg una ciudad de Indiana que alberga un museo con material del film. 
A Geena Davis no le gustaron demasiado las ridículas faldas que tenían que usar para jugar al béisbol
La película se estrenó el 1 de julio de 1992 y alcanzó el #1 en su segunda semana. 
Fue un éxito comercial ($107 millones en USA con un presupuesto de $40 millones) y de crítica.
El film fue incluido por el American Film Institute en estas listas:
- 2005: AFI's 100 Years... 100 Movie Quotes:
  - Jimmy Dugan: "There's no crying in baseball!" – #54[11]
- 2006: AFI's 100 Years... 100 Cheers – Nominated[12]
- 2008: AFI's 10 Top 10:	
  - Nominado a películas deportivas[13]

## Banda sonora
La banda sonora de A League of Their Own fue publicada por Columbia Records.
La canción de Madonna «This Used to Be My Playground» no se incluyó por motivos contractuales.
| Pista | Título                                                     | Intérprete             |
| ----- | ---------------------------------------------------------- | ---------------------- |
| 1     | «Now and Forever»                                          | Carole King            |
| 2     | «Choo Choo Ch'Boogie»                                      | The Manhattan Transfer |
| 3     | «It's Only a Paper Moon»                                   | James Taylor           |
| 4     | «In a Sentimental Mood»                                    | Billy Joel             |
| 5     | «Two Sleepy People»                                        | Art Garfunkel          |
| 6     | «I Didn't Know What Time It Was»                           | James Taylor           |
| 7     | «On the Sunny Side of the Street»                          | The Manhattan Transfer |
| 8     | «Flying Home»                                              | Doc's Rhythm Cats      |
| 9     | «Life Goes On»                                             | Hans Zimmer            |
| 10    | «The Final Game»                                           | Hans Zimmer            |
| 11    | «The All-American Girls Professional Baseball League Song» | The Rockford Peaches   |

## Estrenos internacionales
| País                                                                          | Fecha de estreno                   |
| ----------------------------------------------------------------------------- | ---------------------------------- |
| Alemania                                                                      | Jueves 26 de noviembre de 1992     |
| Argentina                                                                     | Jueves 8 de octubre de 1992        |
| Australia                                                                     | Jueves 10 de septiembre de 1992    |
| Austria                                                                       | Viernes 27 de noviembre de 1992    |
| Bélgica                                                                       | Miércoles 11 de noviembre de 1992  |
| Belice · Costa Rica · El Salvador · Guatemala · Honduras · Nicaragua · Panamá | Viernes 25 de septiembre de 1992   |
| Bolivia                                                                       | Jueves 5 de noviembre de 1992      |
| Brasil                                                                        | Viernes 2 de octubre de 1992       |
| Chile                                                                         | Jueves 22 de octubre de 1992       |
| Colombia                                                                      | Jueves 17 de septiembre de 1992    |
| Corea del Sur                                                                 | Sábado 14 de noviembre de 1992     |
| Dinamarca                                                                     | Viernes 20 de noviembre de 1992    |
| Ecuador                                                                       | Miércoles 21 de octubre de 1992    |
| Egipto                                                                        | Lunes 1 de febrero de 1993         |
| España                                                                        | Viernes 25 de diciembre de 1992    |
| Estados Unidos · Canadá                                                       | Miércoles 1 de julio de 1992       |
| Filipinas                                                                     | Miércoles 23 de septiembre de 1992 |
| Finlandia                                                                     | Viernes 27 de noviembre de 1992    |
| Francia                                                                       | Miércoles 18 de noviembre de 1992  |

| País                         | Fecha de estreno                   |
| ---------------------------- | ---------------------------------- |
| Grecia                       | Viernes 20 de noviembre de 1992    |
| Hong Kong                    | Jueves 17 de diciembre de 1992     |
| Hungría                      | Jueves 19 de noviembre de 1992     |
| India                        | Viernes 22 de enero de 1993        |
| Indonesia                    | Martes 29 de diciembre de 1992     |
| Israel                       | Viernes 16 de octubre de 1992      |
| Italia                       | Miércoles 23 de diciembre de 1992  |
| Jamaica                      | Miércoles 26 de agosto de 1992     |
| Japón                        | Sábado 10 de octubre de 1992       |
| Líbano                       | Viernes 27 de noviembre de 1992    |
| Malasia                      | Miércoles 30 de diciembre de 1992  |
| México                       | Viernes 6 de noviembre de 1992     |
| Noruega                      | Jueves 5 de noviembre de 1992      |
| Nueva Zelanda                | Viernes 2 de octubre de 1992       |
| Países Bajos                 | Jueves 19 de noviembre de 1992     |
| Perú                         | Jueves 15 de octubre de 1992       |
| Polonia                      | Viernes 27 de noviembre de 1992    |
| Portugal                     | Viernes 8 de enero de 1993         |
| Reino Unido Irlanda          | Viernes 18 de septiembre de 1992   |
| República Checa · Eslovaquia | Jueves 3 de diciembre de 1992      |
| República Dominicana         | Jueves 10 de septiembre de 1992    |
| Singapur                     | Jueves 19 de noviembre de 1992     |
| Sudáfrica                    | Viernes 30 de octubre de 1992      |
| Suecia                       | Viernes 6 de noviembre de 1992     |
| Suiza                        | Viernes 27 de noviembre de 1992    |
| Tailandia                    | Sábado 19 de diciembre de 1992     |
| Taiwán                       | Sábado 14 de noviembre de 1992     |
| Turquía                      | Viernes 20 de noviembre de 1992    |
| Uruguay                      | Viernes 20 de noviembre de 1992    |
| Venezuela                    | Miércoles 30 de septiembre de 1992 |